# Blanche Neige (film, 2025)
Pour les articles homonymes, voir Blanche-Neige (homonymie).
Pour plus de détails, voir Fiche technique et Distribution.
Blanche Neige (Snow White) est un film américain réalisé par Marc Webb et sorti en 2025.
Il s'agit d'une adaptation libre en prise de vues réelles du premier long métrage d'animation Blanche Neige et les Sept Nains des studios Disney, sorti en 1937 et lui-même basé sur le conte des frères Grimm.

## Synopsis
Dans un royaume paisible, un roi et une reine survivent à une tempête hivernale et donnent naissance à une fille, Blanche-Neige, qu'ils élèvent pour en faire une digne héritière de leur royaume, où ils vivent des jours heureux avec le bon peuple. Des années plus tard, la reine tombe malade et meurt, et le roi épouse une autre femme venue d'une contrée lointaine et douée de talents d'illusionniste : elle l'avertit d'une attaque imminente dans la région du Sud du royaume, le poussant à partir pour l'empêcher. Une fois seule, la nouvelle reine révèle sa nature cruelle et vaniteuse.
Des années plus tard, la reine dirige le royaume de manière tyrannique, conduisant le peuple à la peur et à la famine, certains étant enrôlés dans sa garde rapprochée, tandis que Blanche-Neige est devenue la servante de son propre château pour que sa beauté ne surpasse jamais celle de la reine. Un jour, Blanche-Neige surprend un voleur nommé Jonathan, en train de piller le garde-manger : il lui explique que le peuple souffre avant de s'enfuir. Lorsque Blanche-Neige demande à sa belle-mère d'être plus clémente envers le peuple, cette dernière reste indifférente. Lorsque les gardes débarquent avec Jonathan arrêté, la reine le condamne à être attaché aux portes, mais Blanche-Neige le libère et lui donne un morceau de pain. En les regardant depuis son balcon, la reine consulte son miroir magique, qui lui apprend que Blanche-Neige est devenue la plus belle du royaume, de par sa beauté intérieure.
Jalouse de la beauté de Blanche-Neige, la reine ordonne à un chasseur d'éliminer Blanche-Neige et de lui rapporter son cœur dans un écrin en bois, en lui promettant une belle récompense en retour. Mais celui-ci, ne pouvant se résoudre à tuer la jeune fille, l'avertit du danger et la laisse s'enfuir.
Blanche-Neige se réfugie dans la forêt, terrorisée par son obscurité, jusqu'à ce qu'elle réalise qu'il s'agissait d'animaux inoffensifs. Les animaux l'amènent à une maison, qui s'avère appartenir à sept nains magiques — Prof, Grincheux, Timide, Dormeur, Atchoum, Joyeux et Simplet — qui travaillent dans une mine de diamants. En découvrant Blanche-Neige endormie dans leurs lits, et après avoir écouté son histoire, ils l'acceptent chez eux, sauf Grincheux, qui ne voit pas son arrivée d'un bon œil. La reine consulte à nouveau son miroir qui lui révèle que Blanche-Neige est toujours en vie. Ouvrant l'écrin qui contient en fait une pomme et comprenant que le chasseur lui a menti, la reine le punit en l'enfermant dans un cachot et ordonne à ses gardes de traquer et de capturer Blanche-Neige.
Le lendemain matin, lorsque les nains se disputent au petit-déjeuner, un bol d'avoine tombe sur Simplet durant la bagarre. Les six autres nains se moquent de lui, mais Blanche-Neige le réconforte en lui apprenant à s'exprimer en sifflant. Le duo convainc ensuite les autres nains d'aider à nettoyer la maison. Blanche-Neige part trouver des réponses sur la disparition de son père pendant que les nains partent travailler à leur mine.
Sur son chemin, elle rencontre à nouveau Jonathan, qui la conduit auprès de ses hommes, un groupe de bandits. Les gardes les trouvent et exigent que Blanche-Neige vienne avec eux. Les bandits refusent et combattent les gardes, que Blanche-Neige finit par attirer avec l'aide des animaux de la forêt. Jonathan reçoit une flèche en pleine épaule en protégeant Blanche-Neige. Ils l'emmènent chez les nains, où Prof réussit à le guérir. Tout le monde célèbre la guérison de Jonathan en dansant, tandis que Blanche-Neige et Jonathan commencent à tomber amoureux. Lorsqu'ils entendent des gardes à proximité, Jonathan et les bandits décident de les éloigner, mais Jonathan est arrêté et amené devant la reine. Après avoir découvert la cachette de Blanche-Neige, la reine se rend dans la pièce secrète de sa chambre pour y préparer une pomme empoisonnée, tout en se transformant en vieille femme laide pour la lui remettre, et enferme également Jonathan au cachot.
Après le départ des nains pour la mine, la reine frappe à la porte de leur maison et parvient à duper Blanche-Neige avec son apparence : elle lui fait croire qu’elle connaît Jonathan et réussit à la convaincre de croquer dans la pomme, ce qui lui provoque un malaise. La reine révèle alors sa véritable identité et lui dit qu'elle a tué son père. Quelques instants après, la princesse tombe dans un sommeil éternel. À leur retour, les nains la retrouvent inanimée. De retour au royaume, la reine récupère son apparence et annonce au peuple la mort de Blanche-Neige.
Pendant ce temps, Jonathan et le chasseur réussissent à s'échapper et foncent pour retrouver Blanche-Neige, pour la découvrir inanimée devant les nains attristés (y compris Grincheux). Jonathan l'embrasse, en remerciement pour lui avoir redonné espoir en leur royaume, ce qui brise la malédiction et réveille Blanche-Neige.
Grâce au premier mot encourageant de Simplet, Blanche décide de confronter la reine en personne en ralliant les nains, les compagnons de Jonathan ainsi que le peuple. La reine tend un poignard à Blanche-Neige tout en insistant pour qu'elle la tue pour récupérer le trône, mais Blanche-Neige refuse de trahir ses valeurs. La reine en profite pour ordonner à ses gardes de la tuer, mais Blanche-Neige leur rappelle qui ils étaient autrefois, ce qui les amène à se ranger du côté de la princesse. La reine essaie d'attaquer Blanche-Neige, mais les nains et les voleurs la stoppent à temps.
La reine se retire ensuite dans sa chambre, où le miroir lui révèle que Blanche-Neige est à présent la plus belle de toutes, car elle incarne la justice et la bonté. Folle de rage, la reine détruit le miroir, mais celui-ci l'aspire après qu'elle s'est transformée en verre, car tous ses pouvoirs en dépendaient. Le miroir se reforme aussitôt, laissant la reine prisonnière à l'intérieur.
Le royaume célèbre leur victoire et Blanche-Neige est couronnée reine. Gouvernant le royaume avec sagesse, elle épouse Jonathan, et le peuple vit aux côtés des nains et des animaux de la forêt.

## Fiche technique
Sauf indication contraire, les informations mentionnées dans cette section peuvent être confirmées par la base de données cinématographiques IMDb,  présente dans la section « Liens externes ».
- Titre original : Disney's Snow White
- Titre français : Blanche Neige
- Réalisation : Marc Webb
- Scénario : Erin Cressida Wilson et Greta Gerwig (non créditée) d'après le scénario original du film Blanche Neige et les Sept Nains et le conte des frères Grimm
- Musique : Jeff Morrow ; chansons : Pasek and Paul
- Direction artistique : Sandra Phillips
- Décors : Kave Quinn
- Costumes : Sandy Powell
- Photographie : Mandy Walker
- Montage : Mark Sanger
- Production : Marc Platt
  - Coproduction : Russell Allen
  - Production déléguée : Callum McDougall
- Sociétés de production : Marc Platt Productions et Walt Disney Pictures
- Société de distribution : Walt Disney Studios Motion Pictures
- Pays de production :  États-Unis
- Langue originale : anglais
- Format : couleur - numérique (Arriraw 4,5K) - 2,39:1 - son Dolby Digital Atmos / DTS / DTS:X
- Genre : musical, fantastique
- Durée : 109 min. (1h49)
- Dates de sortie[1] :
  - France, Belgique : 19 mars 2025
  - États-Unis, Canada : 21 mars 2025
  - Suisse romande : 6 août 2025[réf. souhaitée]

## Distribution
- Rachel Zegler (VF : Emmylou Homs ; VQ : Romane Denis) : Blanche-Neige
- Emilia Faucher (VF : Jeanne Delafont ; VQ : Emma Bao Linh Tourné) : Blanche-Neige jeune
- Olivia Verrall : Blanche-Neige bébé
- Gal Gadot (VF : Ingrid Donnadieu (dialogues) et Victoria Sio (chant) ; VQ : Camille Cyr-Desmarais (dialogues) et Victoria Sio (chant)) : la Méchante reine
- Andrew Burnap (en) (VF : Martin Faliu ; VQ : Nicolas Poulin) : Jonathan
- Ansu Kabia (en) (VF : Vincent Touré ; VQ : Fayolle Jean Jr.) : le Chasseur
- George Appleby (VF : Laurent Maurel ; VQ : Alexandre Fortin) : Guigg
- Hadley Fraser (VF : Dan Menasche ; VQ : Christian Perreault) : le Bon Roi
- Lorena Andrea (VF : Léovanie Raud ; VQ : Elise Cormier) : la Bonne Reine

### Voix originales
- Jeremy Swift : Doc (Prof en VF)
- Andrew Barth Feldman : Dopey (Simplet en VF)
- Tituss Burgess : Bashful (Timide en VF)
- Martin Klebba : Grumpy (Grincheux en VF)
- Jason Kravits : Sneezy (Atchoum en VF)
- George Salazar : Happy (Joyeux en VF)
- Andy Grotelueschen : Sleepy (Dormeur en VF)
- Patrick Page : Magic Mirror (le Miroir magique en VF)

### Voix françaises
- Bruno Magne : Prof
- Damien Witecka : Simplet / le narrateur
- Christophe Lemoine : Timide
- Augustin Jacob : Grincheux
- Michel Lerousseau : Atchoum
- Pascal Nowak : Joyeux
- Arnaud Léonard : Dormeur
- Serge Biavan : le Miroir magique
- Chœurs : Camille Donda, David Krüger, Olivier Constantin, Richard Rossignol, Arnaud Léonard, Camille Timmerman, Jean-Claude Donda, Olivier Podesta, Aaron Ferrache, Michaël Lelong, Jean-Mathieu Mazarin, Victoria Sio, Marion Burah, Charlotte Berry, Gladys Germany, Melissa "Lexa" Berard, Dominique Magloire, Manu Lanvin, Lior Chabbat, Daniel Njo Lobé

Version française réalisée par Dubbing Brothers ; supervision artistique : Émilie Dubos ; adaptation des dialogues : Philippe Videcoq-Gagé ; adaptation des chansons : Philippe Videcoq-Gagé et Christian Jollet (version 1937) ; direction artistique : Marie-Eugénie Maréchal ; direction musicale : Quentin Bachelet ; ingénieurs du son : Nicolas Pointet (dialogues), Laureen Mazeau (chansons).[réf. nécessaire]

### Voix québécoises
- Frédéric Desager : Prof
- Louis-Philippe Berthiaume : Simplet
- Benoît Brière : Timide
- Bruno Marcil : Grincheux
- Kevin Houle : Atchoum
- Renaud Paradis : Joyeux
- Thiéry Dubé : Dormeur
- Serge Biavan : le Miroir magique
- Chœurs : Catherine Léveillé, Dominique Faure, Daniel Scott, Michel Duval, Nicolas de Passillé-Scott, Dominique Primeau, Julie Leblanc, Dominique Côté, Nancy Fortin, Vincent Potel, Vincent Morel, Camille Donda, David Krüger, Olivier Constantin, Richard Rossignol, Arnaud Léonard, Camille Timmerman, Jean-Claude Donda, Olivier Podesta, Aaron Ferrache, Michaël Lelong, Jean-Mathieu Mazarin, Victoria Sio, Charlotte Berry, Gladys Germany, Melissa "Lexa" Berard, Dorothée Pousséo, Dominique Magloire, Manu Lanvin, Lior Chabbat, Daniel Njo Lobé

Version québécoise réalisée par Difuze (Québec) et Dubbing Brothers (France) ; adaptation des dialogues : Philippe Videcoq-Gagé et Christian Jollet ; direction artistique : Natalie Hamel-Roy (Québec) et Marie-Eugénie Maréchal (France) ; direction musicale : Manuel Tadros, Daniel Scott, Mark Giannetti, Josée Destrempes (Québec), Quentin Bachelet (France).37

## Production

### Genèse et développement
En octobre 2016, Variety révèle que Walt Disney Pictures développe un remake en prise de vues réelles du « classique d'animation » Blanche Neige et les Sept Nains. Erin Cressida Wilson est évoquée pour écrire le scénario. En mai 2019, il est annoncé que Marc Webb est en négociation pour réaliser le film. Sa participation est officiellement confirmée en septembre 2019, tout comme celle d'Erin Cressida Wilson.
En mai 2021, il est précisé que Marc Webb est toujours lié au projet mais qu'il est retardé en raison de l'engagement du réalisateur sur la série De l'autre côté. En novembre 2021, Greta Gerwig est annoncée comme participant à l'écriture du scénario.

### Attribution des rôles
Rachel Zegler est annoncée dans le rôle-titre en juin 2021. Ce choix est critiqué par des internautes en raison des origines latines de l'actrice, éloignées des caractéristiques du personnage de Blanche Neige.
En novembre, Gal Gadot est confirmée pour prêter ses traits à la Reine-sorcière. En janvier 2022, Andrew Burnap est annoncé dans un rôle majeur, celui d'un nouveau personnage nommé Jonathan et en partie inspiré de Robin des Bois,.

### Tournage
Le tournage devait initialement débuter en mars 2020 à Vancouver. Cependant, il est repoussé en raison de la pandémie de Covid-19,,,.
Il est finalement annoncé que les prises de vues débuteront courant 2022. En août 2021, il est précisé que le tournage aura lieu au Royaume-Uni de mars à juillet 2022,. Le 15 mars 2022, un incendie se produit sur le plateau, aux Pinewood Studios. Cela ne se serait pas produit durant le tournage d'une scène. Le 22 avril 2022, Gal Gadot annonce qu'elle a terminé de tourner toutes ses scènes. Le tournage s'achève le 13 juillet 2022.
En juin 2024, des reshoots ont eu lieus à Londres pour changer la fin du film.

### Musique
Les chansons du films sont écrites et composées par Benj Pasek et Justin Paul, déjà à l'œuvre sur le remake d'Aladdin (2019).

## Accueil

### Polémiques
Le choix de Rachel Zegler pour le rôle-titre est critiqué par des internautes en raison des origines latines de l'actrice, éloignées des caractéristiques du personnage de Blanche Neige.
En janvier 2022, l'acteur Peter Dinklage proteste contre le projet de remake : lui-même atteint de nanisme et militant contre les stéréotypes dus à sa pathologie, il considère que parler de « sept nains vivant ensemble dans une grotte » n'est pas progressiste et reste stigmatisant. En réponse, les studios Disney précisent que « pour éviter de renforcer les stéréotypes du film d'animation original, nous adoptons une approche différente avec ces sept personnages et avons consulté des membres de la communauté des personnes atteintes de nanisme. »
En ce sens, le titre du film est raccourci en « Blanche-Neige » (au lieu de « Blanche-Neige et les Sept Nains »), et les sept nains du conte original sont remplacés par des créatures magiques,.
La déclaration de Dinklage est notamment contestée par Dylan Postl, un catcheur atteint de nanisme, qui reproche à l'acteur de s'ériger en porte-parole de leur communauté et de dénigrer des rôles que d'autres acteurs atteints de nanisme rêveraient d'obtenir.
Les mois précédant la sortie du film sont entachés par des polémiques liées aux changements apportés dans le remake par rapport au film d'animation original, aux propos de Dinklage, ainsi qu'aux désaccords politiques des deux actrices principales du film, Rachel Zegler et Gal Gadot, chacune soutenant un camp différent dans le conflit israélo-palestinien.

### Dates de sortie
Lors de la convention D23, il est annoncé que le film sortira en 2024. En septembre 2022, la sortie américaine est fixée au 22 mars 2024. Cependant, en octobre 2023, la date de sortie est repoussée d'un an en raison de la Grève SAG-AFTRA.
Lors de la convention Disney D23, tenue en 2024, la sortie américaine est annoncée pour le 21 mars 2025. Une première bande-annonce sort le 10 août 2024[réf. nécessaire].
Le film devrait sortir sur la plateforme Disney+ en décembre 2025.

### Accueil critique
Le film reçoit des critiques majoritairement négatives.
Murielle Joudet du journal Le Monde qualifie le film de « pur massacre » et rejoint Renaud Baronian du Parisien qui écrit que le film est « particulièrement raté ». Marc Godin du magazine Le Point décrit le film comme « cata kitsch aux chansons mièvres et aux nains de synthèse ».
Odie Henderson du Boston Globe le décrit ainsi : « J'espérais beaucoup que Blanche-Neige me rendrait joyeux. Au lieu, ce remake simplet m'a rendu somnolent (dormeur) et grincheux. » Adam Nayman du Toronto Star trouve le film un échec de tous côtés : « Il n’y a rien de magique dans le film de Marc Webb, mais il semble néanmoins étrange ; dépenser 250 millions de dollars pour faire un film dans lequel absolument rien ne fonctionne est une sorte d’art sombre en soi. »
Le film obtient une note moyenne de 1,5/10 sur la base de données IMDb, un score extrêmement faible qui pourrait s'expliquer en partie par un possible bombardement d'avis négatifs (en).
Les critiques professionnels sont moins sévères mais avec 3/10 soulignent les lenteurs, l'ennui et les incohérences du film. La plupart fustigent aussi le wokisme d'avoir fait disparaitre les nains du titre et du film.

### Box-office
Le Koweit et le Liban ont interdit la sortie du film dans leurs cinémas, à cause de la présence de Gal Gadot, ancienne soldate israélienne, au générique, et sous la pression de groupes de solidarité avec la Palestine.